# Bokhora
Bokhora är en svensk blogg om böcker och annat som har med litteratur att göra. Bloggen skrevs ursprungligen av fem litteraturälskande kvinnor, och startades i juli 2006. I dagsläget har bloggen cirka 15 000 läsare i veckan.[källa behövs]
I februari 2009 vann bloggen Aftonbladets Stora bloggpriset.

## Profil

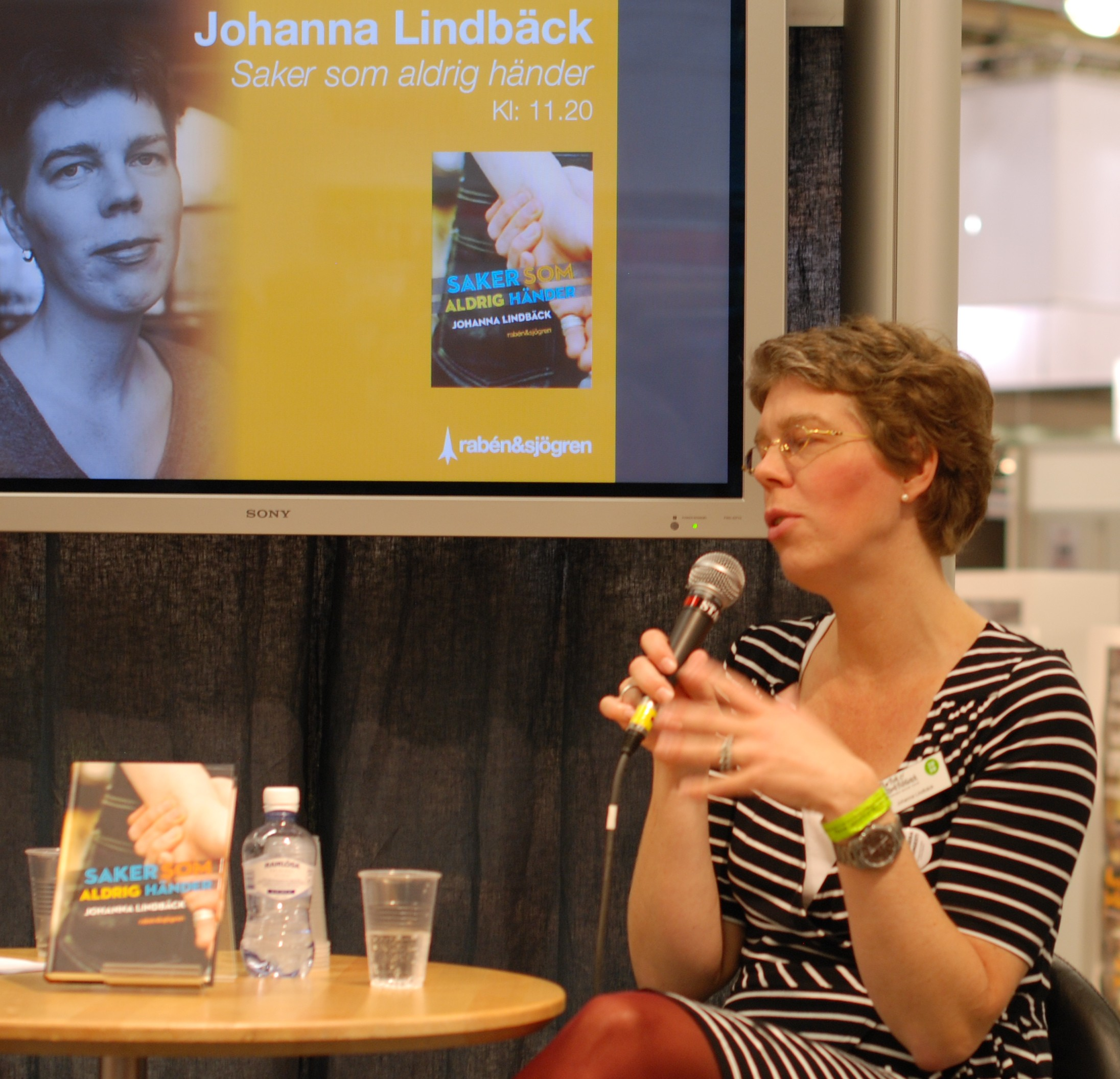
Johanna Lindbäck, en av grundarna till Bokhora, på Bokmässan i Göteborg.

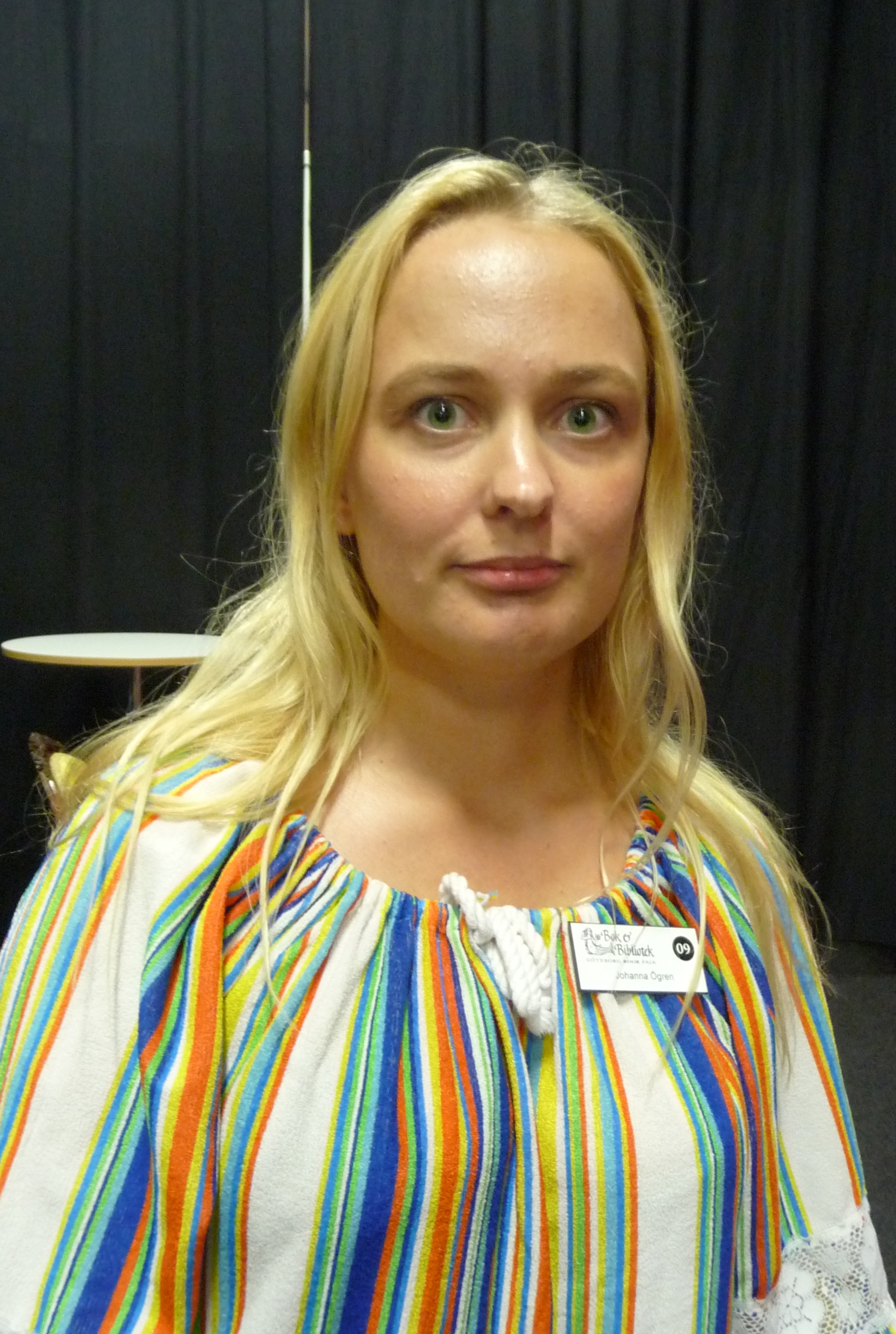
Johanna Ögren, en av grundarna till Bokhora.

Kvinnorna bakom bloggen var ursprungligen Caroline Angbjär, Jessica Björkäng, Johanna Karlsson, Johanna Lindbäck och Johanna Ögren. Med tiden har en del av personerna valt att sluta och nya, som Helena Dahlgren, tillkommit. Kvinnorna kände inte varandra innan de startade bloggen, utan träffades på internet genom sina egna, privata bloggar och litteraturdiskussioner i varandras kommentarsfält. De driver bloggen vid sidan av sina ordinarie arbeten. Sedan vintern 2014–2015 består Bokhoras redaktion av Lindbäck, Johanna Karlsson, Jeanette Öhman, Johanna Ögren samt Marcus Stenberg, som är den första mannen att ingå i bloggkollektivet.
På bokhora.se publicerar de bokrecensioner av både äldre och ny litteratur, uppdelat på genrer som till exempel chick lit, deckare och lyrik, eller på teman som till exempel ”1980-talet”, ”barnboksvecka” eller ”fars dag”. Även facklitteratur finns representerat i form av exempelvis kokböcker och biografier. Varje måndag publiceras ett så kallat ”måndagsmöte”, ett författarporträtt baserat på en intervju med personen i fråga eller en mer ingående analys av en författares produktion. 
Bredden och intresset för sådant som kultursidorna inte befattar sig med har beskrivits som en del av framgångskonceptet. "Kanske är mixen av fin- och fulkultur en av förklaringarna till sajtens popularitet," skriver Sydsvenska Dagbladet. Även om förlagen tar bloggen på stort allvar upplever de sig inte som någon maktfaktor utan slår vakt om sin jordnära profil och ser sig som ett komplement till de professionella kritikerna. Målsättningen är inte minst att sprida läsglädje.
Bloggen baserar sig mycket på den subjektiva läsupplevelsen och de fem bloggarna skriver även krönikor om läsupplevelsen och deras egna relationer till litteraturen som sådan. Helena Dahlgren, som var en del av Bokhora åren 2008–2010, säger att de har ett mer respektlöst förhållande till ämnet än vad professionella kritiker har. De väljer sällan raka metodologiska analyser, i stället står känslorna i centrum.
I webbshopen säljs produkter som till exempel t-shirtar och tygväskor med litteraturrelaterade tryck.

## Namnet
Namnet ”Bokhora” har skapat många diskussioner. Bland annat har Nätverket PRIS, en organisation som består av prostituerade, ifrågasatt namnvalet då de menar att det stigmatiserar prostituerade och ”sprider myten om den lyckliga horan.” På det har Bokhora svarat att ordet hora ursprungligen kommer från forngermanskans khoraz, som betyder ”den som åtrår”. Det är denna betydelse som avses i sammansättningen av bok och hora. ”Vår definition av bokhora är således en man eller kvinna som utan begränsningar eller betänkligheter omfamnar och slukar alla slags texter, helst i bokform” förklarar bloggarna på hemsidan.

## Bokutgivning
Bokhora gav hösten 2009 ut boken Album på Norstedts förlag. Boken bestod inte av material från bloggen, utan nyskrivna texter på det brett hållna temat läsning. 
"Vi vill skriva texter med mer fördjupning. Men bloggläsarna kommer ändå att känna igen sig" sade Johanna Ögren.